# براين غريفيثز
براين غريفيثز (بالإنجليزية: Bryn Griffiths)‏ هو لاعب اتحاد الرغبي بريطاني، ولد في 8 مارس 1982 في غلانامان ‏ في المملكة المتحدة.